# Farida Fatès
Farida Fatès (née Zigha le 2 février 1962 à Jijel en Algérie) est une athlète française, spécialiste des courses de fond.

## Biographie
Elle remporte quatre titres de championne de France sur piste, sur 1 500 m (1990), 3 000 m (1989 et 1994) et 5 000 m (1996), ainsi que trois titres de championne de France de cross (1990, 1996 et 1997).
Le 21 août 1994, à Cologne, elle améliore le record de France du 5 000 m en parcourant la distance en 15 min 16 s 41.
Elle remporte la médaille de bronze par équipes lors des championnats du monde de cross-country 1993, et la médaille d'argent par équipes lors des championnats d'Europe de cross-country 1994. Elle participe également aux Jeux Olympiques d'Atlanta en 1996.
En 2002, elle se classe en 8ème position avec un temps de 1:14:46 au semi-marathon de Paris.

## Palmarès

### International
| Date | Compétition                    | Lieu              | Résultat | Épreuve     | Performance    |
| ---- | ------------------------------ | ----------------- | -------- | ----------- | -------------- |
| 1993 | Championnats du monde de cross | Amorebieta-Etxano | 8e       | Individuel  |                |
| 1993 | Championnats du monde de cross | Amorebieta-Etxano | 3e       | Par équipes |                |
| 1993 | Jeux méditerranéens            | Narbonne          | 3e       | 1 500 m     | 4 min 12 s 60  |
| 1994 | Coupe d'Europe des nations     | Birmingham        | 2e       | 3 000 m     | 8 min 53 s 40  |
| 1994 | Championnats d'Europe          | Helsinki          | 7e       | 3 000 m     | 8 min 46 s 04  |
| 1994 | Championnats d'Europe de cross | Alnwick           | 2e       | Par équipes |                |
| 1996 | Coupe d'Europe des nations     | Madrid            | 3e       | 5 000 m     | 15 min 47 s 72 |
| 1997 | Championnats du monde en salle | Paris             | 7e       | 3 000 m     | 8 min 54 s 98  |

### National
- Championnats de France d'athlétisme :
  - vainqueur du 1 500 m en 1990
  - vainqueur du 3 000 m en 1989 et 1994
  - vainqueur du 5 000 m en 1996
- Championnats de France de cross-country :
  - vainqueur en 1990, 1996 et 1997

## Records
| Épreuve | Performance    | Lieu | Date |
| ------- | -------------- | ---- | ---- |
| 1 500 m | 4 min 8 s 11   |      | 1994 |
| 3 000 m | 8 min 46 s 04  |      | 1994 |
| 5 000 m | 15 min 16 s 41 |      | 1994 |